# A Journey into Space
A Journey into Space è una compilation pubblicata nel 1996 del dj italiano Gigi D'Agostino.

## Tracce
Testi e musiche di Gigi D'Agostino.
1. Noise Maker Theme
2. The Mind's Journey
3. Panic Mouse
4. Giallone Remix
5. Meravilla
6. Creative Nature Vol. 1
7. Panic Mouse (Stress Mix)
8. Creative Nature Vol.1 (Adam & Eve)
9. The Mind's Journey (Brain Mix)